# Sara Gran
Sara Gran (Brooklyn, 1971) è una scrittrice e sceneggiatrice statunitense.

## Biografia
Nata nel 1971 a Brooklyn, vive e lavora in California.
Dopo aver lavorato in numerose librerie di Manhattan ha esordito nella narrativa nel 2001 con il romanzo Saturn's Return to New York.
Con il primo libro della serie dedicata all'ispettrice Claire DeWitt ha vinto il Premio Macavity nel 2012.
Sceneggiatrice, ha scritto alcuni episodi della serie Southland ed è stato annunciato un adattamento televisivo della serie Claire DeWitt oltre ad una collaborazione con il regista Guillermo Del Toro.

## Opere

### Serie Claire DeWitt
- Claire DeWitt and the City of the Dead (2012)
- Claire DeWitt and the Bohemian Highway (2013)
- The Infinite Blacktop (2018)

### Altri romanzi
- Saturn's Return to New York (2001)
- La voce dentro (Come Closer, 2003), Milano, Longanesi, 2006 traduzione di Eva Kampmann ISBN 978-88-304-2185-1.
- Una del giro (Dope, 2006), Milano, Longanesi, 2008 traduzione di Sacha Rosel ISBN 978-88-304-2401-2.

## Filmografia
- Southland (2012-2013) Serie TV
  - Sceneggiatura episodio 4x4 (La prova) e 5x4 (Pioggia di soldi)

## Alcuni riconoscimenti
- Premio Macavity per il miglior romanzo: 2012 per Claire DeWitt and the City of the Dead
- Deutscher Krimi Preis: 2013 per Claire DeWitt and the City of the Dead